# قهوه بنگوئه
قهوه بنگوئه که با نام عربیکا بنگوئه نیز شناخته می‌شود، یک نوع قهوه تک خاستگاه است که از قرن نوزدهم در ارتفاعات کوردیلرا در شمال فیلیپین رشد می‌کند. متعلق به گونه قهوه عربیکا از گونه تیپیکا است. این قهوه یکی از محصولات اصلی کشاورزان در استان بنگوئه است که دارای آب و هوای بسیار مناسب برای کشت عربیکا است. قهوه بنگوئه در فهرست بین‌المللی خزانه طعم، از میرات غذایی در معرض خطر توسط جنبش غذای آهسته فهرست شده است.